# Oxyspora
Oxyspora es un género  de plantas fanerógamas pertenecientes a la familia Melastomataceae. Comprende 16 especies descritas y de estas, solo 5 aceptadas.

## Taxonomía
El género fue descrito por Augustin Pyrame de Candolle y publicado en Prodromus Systematis Naturalis Regni Vegetabilis 3: 123. 1828.

## Especies seleccionadas
A continuación se brinda un listado de las especies del género Oxyspora aceptadas hasta mayo de 2014, ordenadas alfabéticamente. Para cada una se indica el nombre binomial seguido del autor, abreviado según las convenciones y usos:
- Oxyspora cernua (Roxb.) Hook. f. & Thomson ex Triana
- Oxyspora paniculata (D. Don) DC.
- Oxyspora teretipetiolata (C.Y. Wu & C. Chen) W.H. Chen & Y.M. Shui
- Oxyspora vagans (Roxb.) Wall.
- Oxyspora yunnanensis H.L. Li